# トム・サム
トム・サム（英語: Tom Thumb、親指トムの意）は、イギリスに続いてアメリカ合衆国で初めて一般輸送用の鉄道において用いられたアメリカ製の蒸気機関車である。ピーター・クーパーが1829年に設計・製作したこの機関車は、設立から間もないボルチモア・アンド・オハイオ鉄道が蒸気機関車を使うように説得するためのものであった。とりわけ1830年8月28日に即興で行われた馬の牽引する車両との競走に参加したことで知られている。トム・サムは途中まで競走で先行したが、途中でベルトが滑車から外れて推進力を失ってしまった。しかしこのデモンストレーションは成功し、蒸気機関車の使用を決定したボルチモア・アンド・オハイオ鉄道は翌1831年、実用機関車のトライアルを行っている:11。

## 歴史
- 1829年 - ジェームズ・ミルホランド（en）が見習いをしていたジョージ・W・ジョンソンの工場にて、ピーター・クーパーにより設計・制作される。
- 1830年8月28日 - 即興で馬車とのレースを行う（8月25日、または9月28日という説もある）。区間はボルチモアからリレーまで。途中ベルトが滑車から外れ、エンジンも故障したために最終的には馬車が勝利するが、同時に蒸気機関の有用性を示すことに成功する（後述の内容も参照）。
- 1831年 - 実用化へ向けトライアルが開始。またボルチモア・アンド・オハイオ鉄道が馬車の使用を終了する。
- 1927年 - レプリカが制作される。現在レプリカはボルチモア・アンド・オハイオ鉄道博物館に展示されている。

## 設計と製造
トム・サムはピーター・クーパーによって、垂直ボイラーを搭載し垂直に取り付けられたシリンダーが1軸を駆動する4輪機関車として設計された。多数の即興物が特徴となっている設計であった。ボイラーはライフルの銃身でできており:11、煙突に取り付けられたブロアは動軸からベルトで駆動されていた:12。クーパーの鉄道への関心は、ボルチモア近郊の現在のキャントンへの大規模な不動産投資が目的で、鉄道が成功すれば彼の所有する資産の価値が増すと考えられたためであった:11。
製造はジョージ・W・ジョンソンの機械工場で行われ、そこでは当時18歳のジェームズ・ミルホランドが見習いをしていた。ミルホランドは後に自身が傑出した機関車設計者となる。
試験はボルチモアとエリコットミルズ（現在のエリコットシティ）の間の会社の線路で行われた。2本の線路が建設され、1830年8月28日にたまたま通過するところであった乗客を乗せた馬車の御者が機関車に競走を挑んだ。この挑戦は受け入れられ、トム・サムはブロアを動かしていたベルトが滑車から外れてしまうまでは、馬を大きく引き離して走行した。ブロアなしではボイラーは十分な力を出せず、馬車が追い抜いて競走に勝ってしまうことになった。にもかかわらず、機関車が優れた性能を発揮することが認識された。
トム・サムは営業運転で用いることは意図されておらず、保存されなかった。しかしクーパーやそのほかの初期の鉄道に関係した人物が、大きさや外観などがわかる説明を残していた。1892年にメイジャー・パングボーンが木製の模型を製作し（彼はほかにも多くの初期の蒸気機関車の模型を作った）、1926年に「鉄の馬展」(Fair of the Iron Horse) 用にレプリカが製作された際に、製作者はパングボーンの模型を参考にした。このため当初のトム・サムからはかなり異なるところがあり、いくらか大きく重く、かなり高さが高くなっている。上の表に示した値はレプリカのものである。また、煙突に取り付けられたブロアの代わりに台枠にかなり大きなブロアが取り付けられて強制通風を行うようになっており、シリンダーの支持枠や案内もかなり異なっている。このレプリカはボルチモア・アンド・オハイオ鉄道博物館に保存されている。